# Бао Чжао
Ба́о Чжа́о (кит. трад. 鮑照, 407 или 414 — 466) — китайский поэт, живший в южной империи Сун.

## Биография
Родился в Дунхае. Происходил из бедной семьи мелкого чиновника. Получил классическое образование, уже в молодости начал сочинять стихи. Сначала был на службе у князя Лю Циня, после его смерти в 444 году — на службе у князя Лю Цзюня. В 445 году перешёл в свиту императора Сяо-у. Умер в 466 году во время кровавых беспорядков в государстве.
Литературная слава пришла к нему лишь через два века после смерти — уже в эпоху Тан. Он оказался непонятным для своего времени, когда больше ценили «изысканные» стихи. Бао, следуя народным песням юэфу, сетовал на то, что в мире царит несправедливость, сочувствовал людям простым и бедным людям. Сочинял также стихи в жанрах фу и ши. К XXI веку наследие Бао Чжао составляют 44 юэфу и 86 ши, а также 9 фу и 30 сочинений художественной словесности (вэнь). Песенные произведения Бао Чжао, 
базирующиеся на семисловном стихосложении, такие, как юэфу «Восемнадцать стихотворений о тернистом пути» (другое название — «Дорожные тяготы», кит. упр. 拟行路难), легли в основу нового жанра и сильно повлияли на творчество Ли Бо и Ду Фу. Одно из самых известных его произведений в жанре фу — «Ода о городе, заросшем сорняком» (кит. упр. 芜城赋), которую Бао Чжао написал на развалинах стены города Гуанлин (кит. упр. 广陵) в конце 450-х гг. В ней изображается пугающий процесс гибели города, показывается трагизм человеческого бытия и безжалостность времени к творениям людей. В этой оде Бао Чжао упоминает магниты, которые устанавливались в воротах Гуанлина для противодействия несущим оружие врагам.